# Heath Young
Heath Francis Young (Sídney, 21 de septiembre de 1978) es un deportista australiano que compitió en judo. Ganó cinco medallas en el Campeonato de Oceanía de Judo entre los años 1998 y 2004.

## Palmarés internacional
| Campeonato de Oceanía | Campeonato de Oceanía      | Campeonato de Oceanía | Campeonato de Oceanía |
| Año                   | Lugar                      | Medalla               | Categoría             |
| --------------------- | -------------------------- | --------------------- | --------------------- |
| 1998                  | Apia (Samoa)               | Medalla de plata      | –66 kg                |
| 2000                  | Sídney (Australia)         | Medalla de bronce     | –66 kg                |
| 2002                  | Wellington (Nueva Zelanda) | Medalla de oro        | –66 kg                |
| 2003                  | Suva (Fiyi)                | Medalla de oro        | –66 kg                |
| 2004                  | Numea (Francia)            | Medalla de oro        | –66 kg                |